# Rajd Drezno – Wrocław
Rajd Drezno – Wrocław (Rajd Breslau, Rajd Przyjaźni Polsko-Niemieckiej, dawniej Rajd Monachium-Wrocław) – coroczny rajd terenowy, odbywający się od 1994 roku na trasie z Niemiec (Monachium, Berlina lub Drezna) do Wrocławia. Podczas rajdu rywalizują zarówno motocykle, quady, samochody, jak i ciężarówki.